# Mansfield Park, Nam Úc

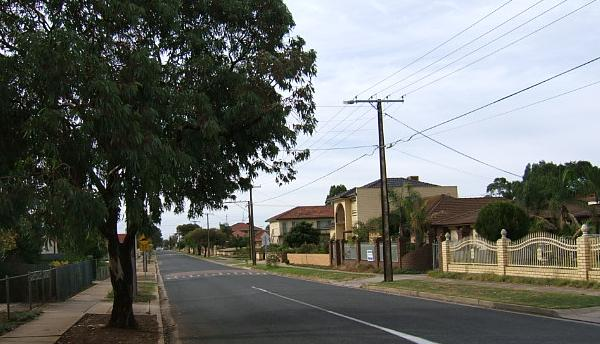
Một con đường ở Mansfield Park

Mansfield Park là một vùng ngoại ô của Thành phố Port Adelaide Enfield ở miền tây bắc thành phố Adelaide, thủ đô tiểu bang Nam Úc, nước Úc. Mã bưu điện của ngoại ô là 5012 Các vùng liền kề là Wingfield, Angle Park, Woodville Gardens, và Athol Park. Nó được nối liền với phái Bắc bằng đường Grand Junction Road, và tới phía tây bằng đường Hanson Road. Nó được đặt tên theo một vùng tương ứng ở Ayreshire, Scotland.